# Gútnico antigo

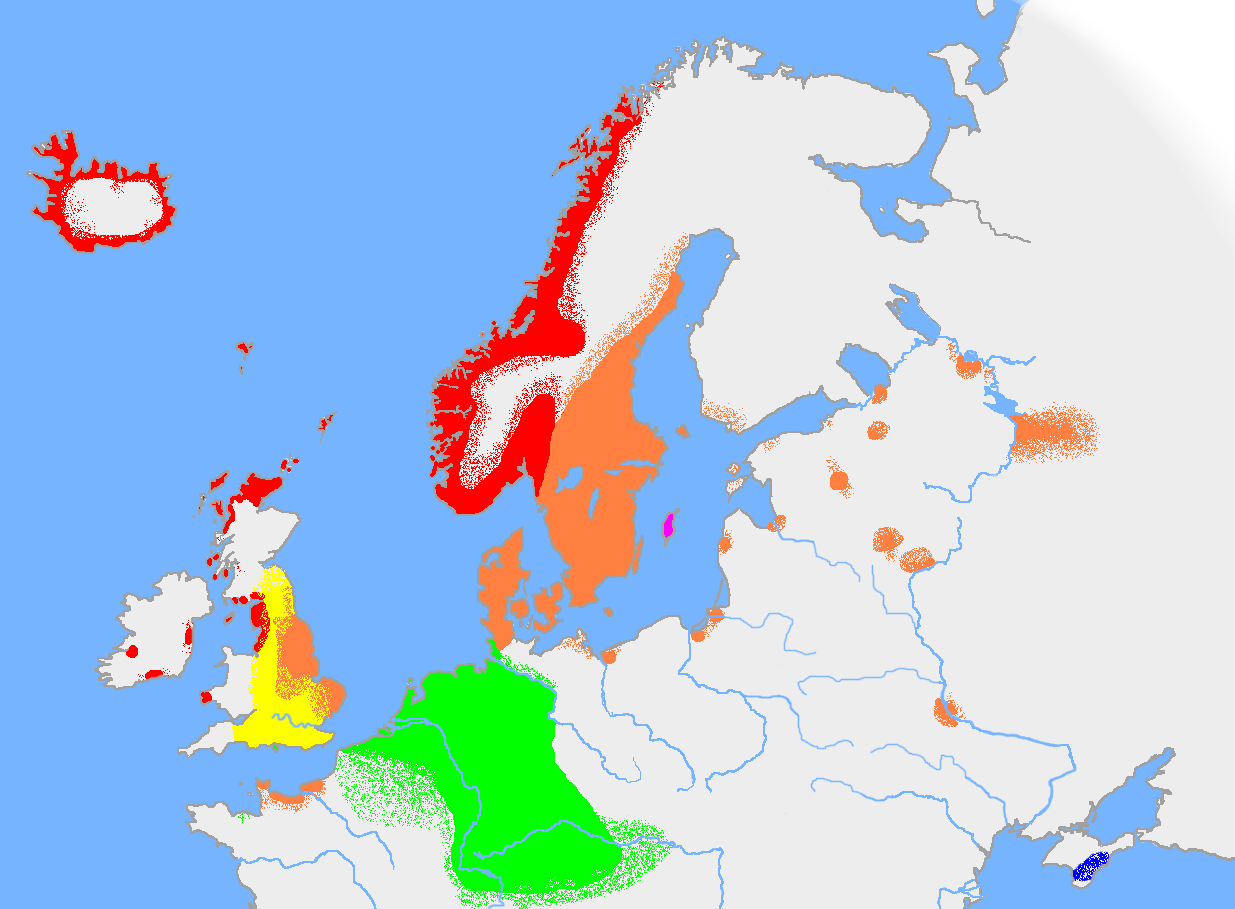
Esta é a extensão aproximada do nórdico antigo e línguas relacionadas no começo do século X:
Dialeto nórdico antigo ocidental
Dialeto nórdico antigo oriental
Dialeto Gútnico antigo
Gótico da Crimeia
Outras línguas germânicas com as quais o nórdico antigo tinha mútua inteligibilidade

Gútnico Antigo era o dialeto do nórdico antigo que era falado na ilha de Gotlândia. Ele tinha diferenças suficientes dos dialetos nórdicos antigos orientais, sueco e dinamarquês antigos, para ser considerado um ramo separado. Hoje, a língua ainda é falada na ilha e ainda tem vários traços do antigo gútnico, apesar de estar bastante misturada ao sueco. O gútnico moderno tem diversas variedades.
A raiz Gut é idêntica a Got e freqüentemente é observado que a língua tem similaridades com a língua gótica - o exemplo mais conhecido é que ambas as línguas, gótica e gútnica, chamavam ovelhas jovens e adultas de lamb. Tais similaridades levaram estudiosos como Elias Wessén e Dietrich Hofmann a sugerir que o gútnico era mais relacionado ao gótico.
O ditongo do antigo nórdico au (por exemplo auga "olho") continuou no nórdico antigo ocidental, enquanto no sueco antigo - exceto nos dialetos não-centrais - ele evoluiu para o monotongo ố, ou seja, uma versão longa de ô = ǫ, (ốga). Da mesma forma, o ditongo ai em bain (osso) continuou no nórdico antigo ocidental, enquanto no sueco antigo ele se transformou em é (bén). Enquanto o nórdico antigo tinha o ditongo ey (e, por exemplo, o antigo sueco tinha o monotongo ǿ), o gútnico antigo tinha oy.
| Proto-Germânico                              | Nórdico Antigo Ocidental | Gútnico Antigo  | Sueco Antigo | Dinamarquês Antigo |
| *augon (olho) *baino (osso) *hauzjan (ouvir) | auga bein heyra          | auga bain hoyra | ốga bén hǿra | ǿga bén hǿra       |

A maior parte do corpo literário do gútnico antigo é encontrado na Saga dos Gutas (Gutasagan) do século XIII.

## Amostra do idioma
Citação:
Þissi þieluar hafþi ann sun sum hit hafþi. En hafþa cuna hit huita stierna þaun tu bygþu fyrsti agutlandi fyrstu nat sum þaun saman suafu þa droymdi hennj draumbr. So sum þrir ormar warin slungnir saman j barmj hennar Oc þytti hennj sum þair scriþin yr barmi hennar. þinna draum segþi han firi hasþa bonda sinum hann riaþ dravm þinna so. Alt ir baugum bundit bo land al þitta warþa oc faum þria syni aiga. þaim gaf hann namn allum o fydum. guti al gutland aigha graipr al annar haita Oc gunfiaun þriþi. þair sciptu siþan gutlandi i þria þriþiunga. So at graipr þann elzti laut norþasta þriþiung oc guti miþal þriþiung En gunfiaun þann yngsti laut sunnarsta. siþan af þissum þrim aucaþis fulc j gutlandi som mikit um langan tima at land elptj þaim ai alla fyþa þa lutaþu þair bort af landi huert þriþia þiauþ so at alt sculdu þair aiga oc miþ sir bort hafa sum þair vfan iorþar attu.
Usando ortografia normalizada do Nórdico Antigo:
Þissi Þjelvar hafði ann sun sum hít Hafði. En Hafða kuna hít Hvíta Stjerna. Þaun tú byggðu fyrsti á Gutlandi. Fyrstu nátt sum þaun saman sváfu þá droymdi henni draumr; só sum þrír ormar varin slungnir saman í barmi hennar, ok þýtti henni sum þair skriðin ýr barmi hennar. Þinna draum segði han firi Hafða bónda sínum. Hann raið draum þinna só: "Alt ir baugum bundit, bóland al þitta varða uk fáum þría syni aiga." Þaim gaf hann namn, allum ófýddum; Guti, al Gutland aiga; Graipr, al annar haita; ok Gunnfjaun þriði. Þair skiptu síðan Gutlandi í þría þriðjunga, só at Graipr þann eldsti laut norðasta þriðjung, ok Guti miðal þriðjung, en Gunnfjaun þann yngsti laut sunnarsta. Síðan, af þissum þrim aukaðis fulk í Gutlandi sum mikit um langan tíma at land elpti þaim ai alla fýða. Þá lutaðu þair bort af landi hvert þriðja þjauð só at alt skuldu þair aiga ok mið sír bort hafa sum þair ufan jorðar áttu.
Tradução:
Esse Thielvar tinha um filho chamado Hafthi. E a esposa de Hafthi se chamava Estrela Branca. Estes dois foram os primeiros a habitar Gotland. Quando eles dormiram na ilha pela primeira noite, ela sonhou que havia três cobras em seu colo. Ela contou isso a Hafthi. Ele interpretou seu sonho e disse: "Tudo está preso por anéis, esta ilha será habitada, e você terá três filhos." Apesar de que eles ainda não houvessem nascido, ele os chamou de Guti, que seria o dono da ilha, Graip e Gunfjaun. Os filhos dividiram a ilha em três regiões e Graip, que era o mais velho, tomou o norte, Guti tomou o meio e Gunfjaun, que era o mais novo, tomou o terço do sul. Depois de muito tempo, seus descendentes tornaram-se tão numerosos que a ilha não podia mais sustentá-los. Eles sortearam e cada terceiro ilhéu teve que partir. Eles podiam ficar com tudo o que possuíam, menos a terra.